# 레이니 카잔

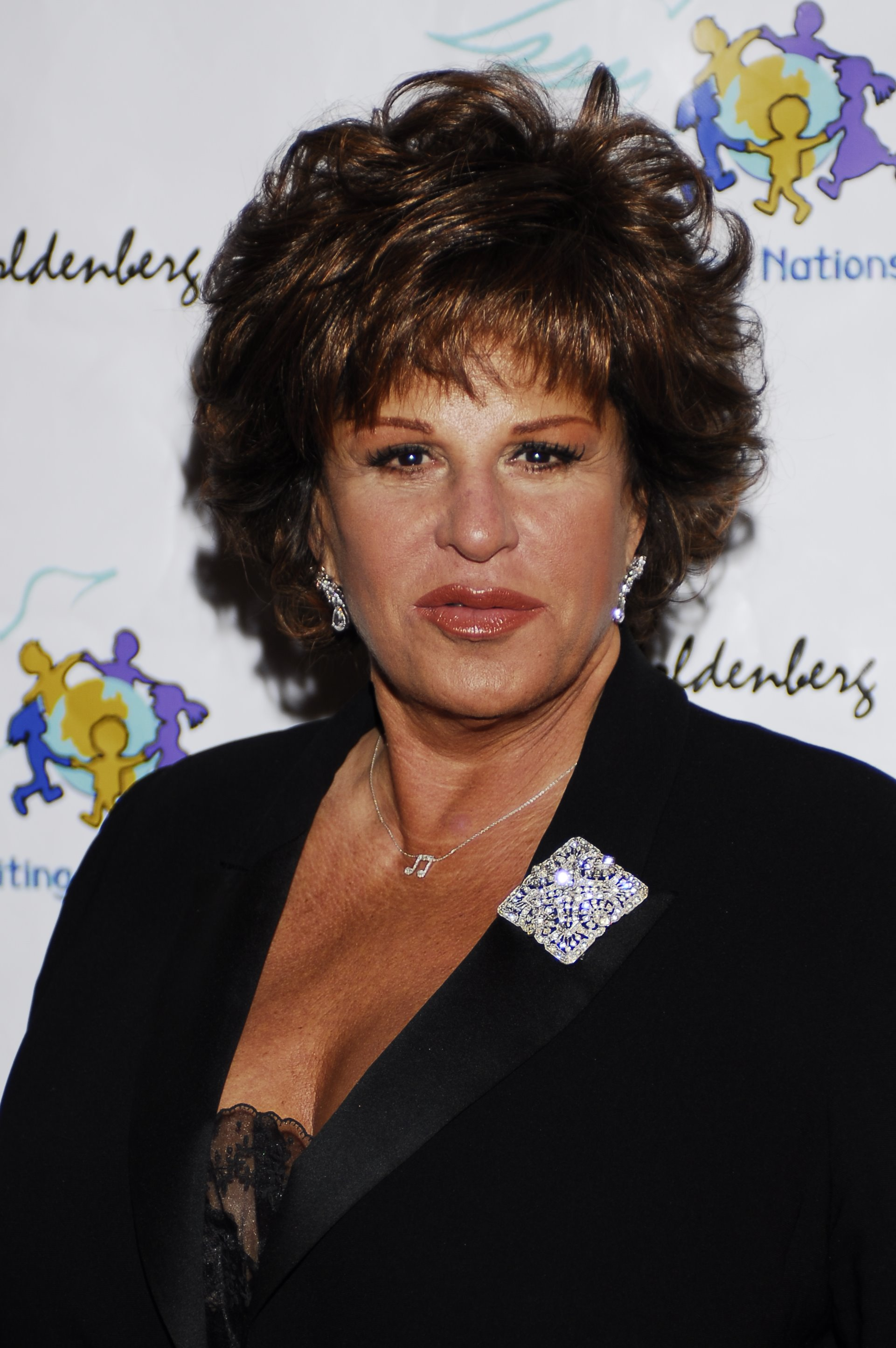

레이니 커잰(Lainie Kazan, 1940년 5월 15일 ~ )은 미국의 배우, 가수이다.
브루클린에서 태어났다.

## 출연 작품
- 갈릭 앤 건파우더 (2017년)
- 나의 그리스식 웨딩 2 (2016년) - 마리아 역
- 파리 게이츠 (2015년) - 밀리 역
- 픽셀 (2015년) - 미키 라몬소프 역
- 더 쿠키 맙스터 (2014년)
- 파인딩 조이 (2013년) - 글로리아 역
- 올리 클러블러슈터프 Vs 더 나지스 (2010년) - 샤론 클러블러슈터프 역
- 익스펙팅 메리 (2010년)
- 조한 (2008년) - 게일 역
- 브랏츠 (2007년)
- 굿 나잇 투 다이 (2003년)
- 갱스터 러버 (2003년) - 질리 엄마 역
- 나의 그리스식 웨딩 (2002년) - 마리아 역
- 드레스 소동 (2000년)
- 크루 (2000년)
- 왓츠 쿠킹 (2000년)
- 퍼머넌트 미드나잇 (1998년)
- 빅 히트 (1998년)
- 앨리와 나 (1997년)
- 로미오 그리고 줄리엣 (1996년)
- 미스터 커티 (1996년)
- 더 낸니 (1993년) - 언트 프리다 역
- 황혼의 로맨스 (1993년)
- 이젠 키스 안 사요 (1992년)
- 29번가의 기적 (1991년)
- 불멸의 열정 (1989년)
- 악마의 후예들 (1988년)
- 두 여인 (1988년)
- 해리와 헨더슨 (1987년)
- 델타 포스 (1986년) - 실비아 골드먼 역
- 황야의 건달 (1985년)
- 머나먼 시애틀 (1985년)
- 바보 네이빈 2 (1984년)
- 아름다운 날들 (1982년)
- 마음의 저편 (1982년)
- 데이빗 프로스트 쇼 (1969년)
- 벽 속의 여자 (1968년)

### 텔레비전
- 터치드 바이 언 엔젤 (1994년)
- 호텔 (1983년)
- 위기의 주부들 시즌7
- 못말리는 유모
- 하버드 대학의 공부벌레들 시즌3